# Austronibea oedogenys
Austronibea oedogenys es una especie de pez de la familia Sciaenidae en el orden de los Perciformes.

## Morfología
• Los machos pueden llegar alcanzar los 20 cm de longitud total.

## Hábitat
Es un pez de clima tropical  y demersal.

## Distribución geográfica
Se encuentra en el Océano Pacífico occidental: norte y noroeste de Australia y sur de Nueva Guinea.

## Observaciones
Es inofensivo para los humanos.